# Bârghiș
Bârghiș is een Roemeense gemeente in het district Sibiu.

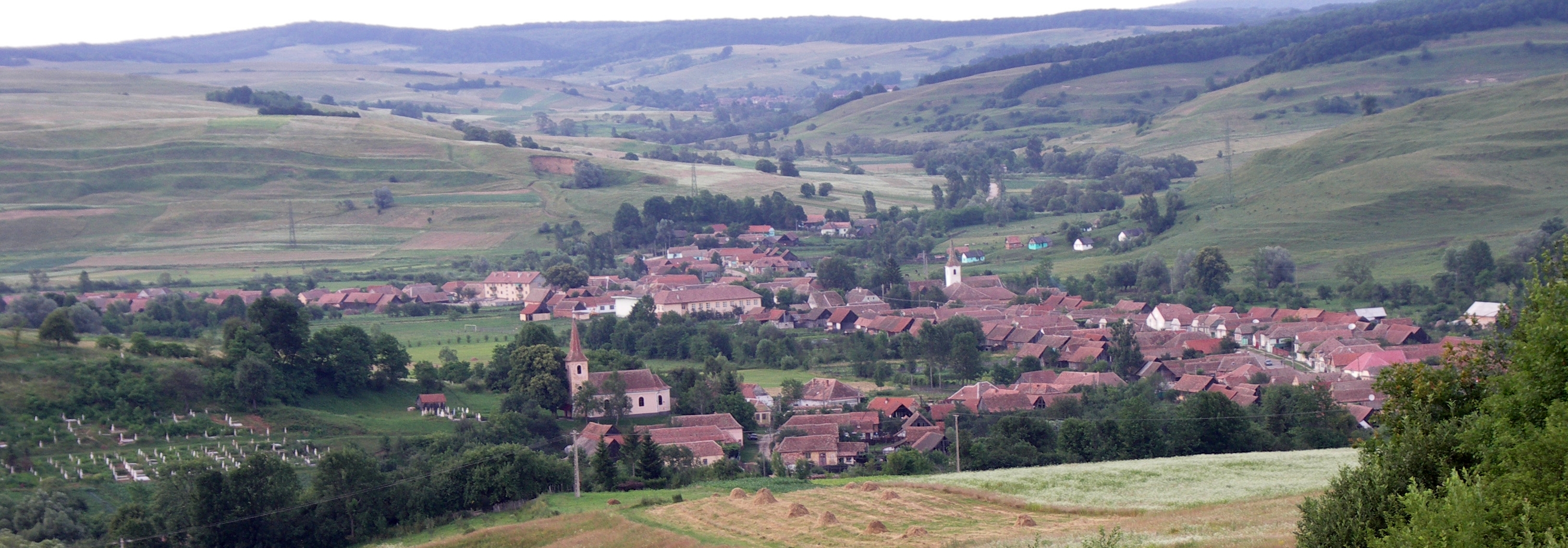
Bârghiș

Bârghiș telt 1953 inwoners.